# Communes de la province de Lecco
- Haut – A
- B
- C
- D
- E
- F
- G
- H
- I
- J
- K
- L
- M
- N
- O
- P
- Q
- R
- S
- T
- U
- V
- W
- X
- Y
- Z

## A
- Abbadia Lariana
- Airuno
- Annone di Brianza

## B
- Ballabio
- Barzago
- Barzanò
- Barzio
- Bellano
- Bosisio Parini
- Brivio
- Bulciago

## C
- Calco
- Calolziocorte
- Carenno
- Casargo
- Casatenovo
- Cassago Brianza
- Cassina Valsassina
- Castello di Brianza
- Cernusco Lombardone
- Cesana Brianza
- Civate
- Colico
- Colle Brianza
- Cortenova
- Costa Masnaga
- Crandola Valsassina
- Cremella
- Cremeno

## D
- Dervio
- Dolzago
- Dorio

## E
- Ello
- Erve
- Esino Lario

## G
- Galbiate
- Garbagnate Monastero
- Garlate

## I
- Imbersago
- Introbio
- Introzzo

## L
- Lecco
- Lierna
- Lomagna

## M
- Malgrate
- Mandello del Lario
- Margno
- Merate
- Missaglia
- Moggio
- Molteno
- Monte Marenzo
- Montevecchia
- Monticello Brianza
- Morterone

## N
- Nibionno

## O
- Oggiono
- Olgiate Molgora
- Olginate
- Oliveto Lario
- Osnago

## P
- Paderno d'Adda
- Pagnona
- Parlasco
- Pasturo
- Perego
- Perledo
- Pescate
- Premana
- Primaluna

## R
- Robbiate
- Rogeno
- Rovagnate

## S
- Santa Maria Hoè
- Sirone
- Sirtori
- Sueglio
- Suello

## T
- Taceno
- Torre de' Busi
- Tremenico

## V
- Valgreghentino
- Valmadrera
- Varenna
- Vendrogno
- Vercurago
- Verderio Inferiore
- Verderio Superiore
- Vestreno
- Viganò